# Taira no Noritsune

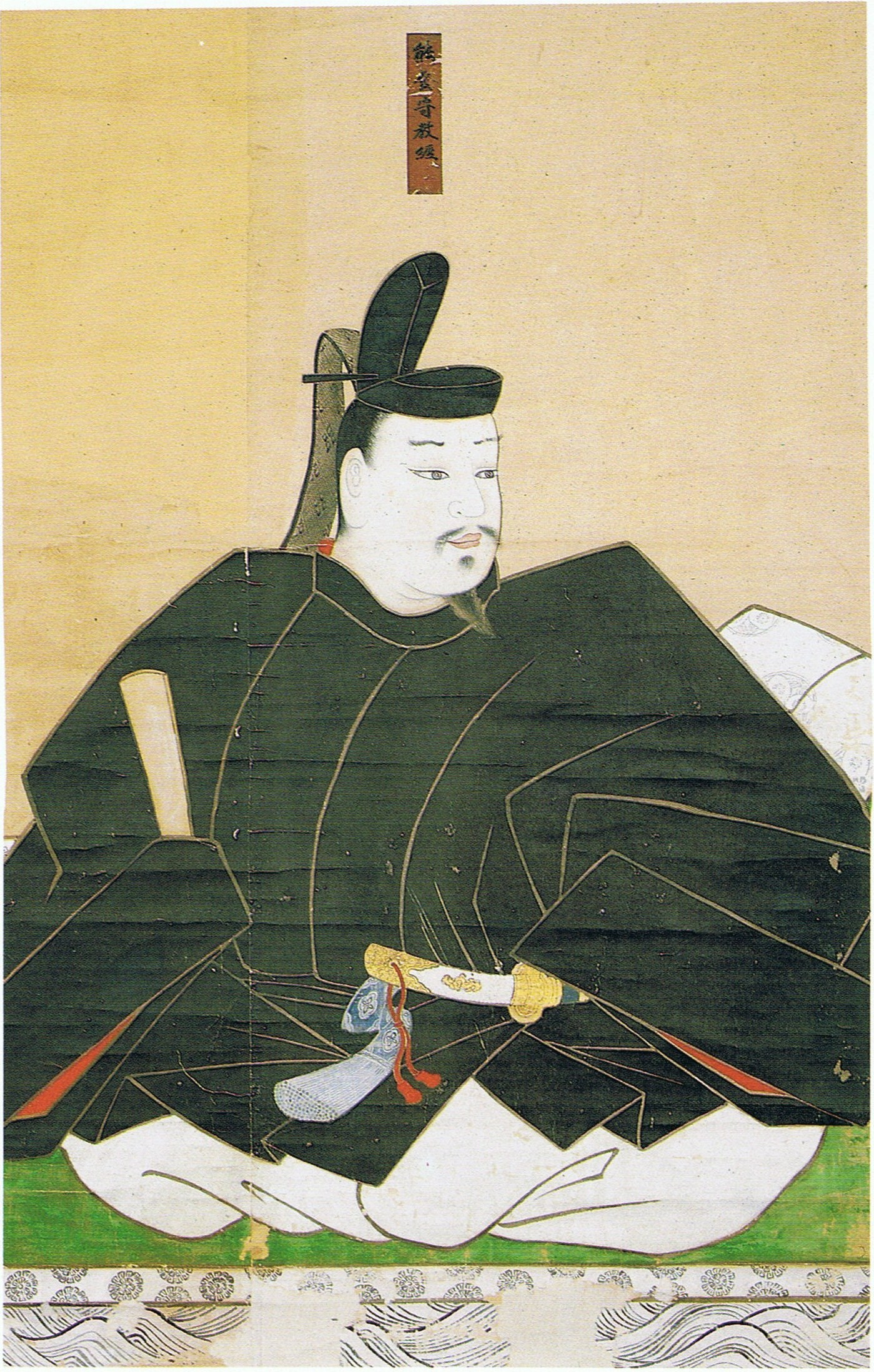
Taira no Noritsune

Taira no Noritsune (平 教経?) (1160 – 1185) peleó en las Guerras Genpei, en las batallas de Mizushima, Ichi-no-Tani, y Dan-no-ura junto a sus camaradas del clan Taira. Supuestamente murió ahogándose a sí mismo en la Dan-no-ura, mientras sujetaba a un guerrero Minamoto con cada brazo. En la obra de teatro, se disfraza como el monje 'Yokawa no Kakuhan', hasta que es obligado a confesar su verdadera identidad por Benkei.